# Robert Derathé
Robert Derathé, född 20 december 1905 i Besançon, död 5 mars 1992 i Saint-Cloud, var en fransk filosof.
Derathé var expert på Jean-Jacques Rousseau och särskilt dennes politiska filosofi. I motsats till bland andra Pierre-Maurice Masson framhöll han rationalismen i Rousseaus tänkande, snarare än känslan.